# Эсто-Садок (станция)
Э́сто-Садо́к — путевой пост и остановочный пункт Северо-Кавказской железной дороги в посёлке Эсто-Садок Краснополянского поселкового округа Адлерского района города Сочи в Краснодарском крае России.

## История
Открыт в 2012 году. После Зимней Олимпиады-2014 часть конструкций станции РЖД планирует перенести в другое место. Станция была открыта как часть железной дороги от «Адлера» до станции «Роза Хутор», построенной для Зимней Олимпиады-2014. 8 декабря 2012 года станцию посетил Владимир Путин.

## Архитектура
Станция находится рядом с подъёмниками на трамплин «Русские горки». Здание вокзала выполнено в форме горного хребта, в плоскости кровли установлено освещение станции. Светлана Маркина оценивает уровень освещённости станции как комфортный вследствие размещения светильников, уменьшившего световое загрязнение.